# Martyn Grimley
Pour les articles homonymes, voir Grimley (homonymie).
Martyn Grimley (né le 24 janvier 1963 à Halifax) est un joueur britannique de hockey sur gazon. Il participe aux Jeux olympiques d'été de 1988 où il remporte la médaille d'or.

## Palmarès

### Jeux olympiques
- Jeux olympiques de 1988 à Séoul,  Corée du Sud
  -  Médaille d'or.